# Christian Grüneberg
Christian Grüneberg (* 4. Juni 1960 in Wiesbaden) ist ein deutscher Jurist. Er ist seit dem 2. August 2006 Richter am Bundesgerichtshof.

## Leben und Wirken
Grüneberg trat nach Abschluss seiner juristischen Ausbildung und einer Dissertation über Die Rechtspositionen der Organe der GmbH und des Betriebsrates im Konkurs im Jahre 1988 in den Justizdienst des Landes Nordrhein-Westfalen ein und wurde zunächst beim Landgericht Bonn und Amtsgericht Bonn eingesetzt. 1991 wurde er zum Richter am Landgericht in Bonn ernannt. Nachdem er an das frühere Bezirksgericht Potsdam und als wissenschaftlicher Mitarbeiter an den Bundesgerichtshof abgeordnet war, wurde er im Jahr 2000 zum Richter am Oberlandesgericht Köln ernannt. 2002 erfolgte seine Abordnung an das Justizministerium des Landes Nordrhein-Westfalen.
Am 2. August 2006 wurde Grüneberg zum Richter am Bundesgerichtshof ernannt. Das Präsidium des Bundesgerichtshofs wies ihn dem XI. Zivilsenat zu, der für das Bank-, Börsen- und Wertpapierrecht sowie das Darlehens- und Bürgschaftsrecht zuständig ist. Seit 6. April 2023 ist Grüneberg Mitglied des Präsidiums am Bundesgerichtshof.
Grüneberg kommentiert seit der 65. Auflage das Allgemeine Schuldrecht des BGB im Kommentar „Palandt“, jetzt „Grüneberg“. Seit der im Dezember 2021 erschienenen 81. Auflage trägt der frühere „Palandt“ seinen Namen. Der Grund für die Umbenennung war eine Entscheidung des Verlags C. H. Beck, dass Juristen wie Otto Palandt, die in der NS-Zeit aktiv waren, nicht mehr namensgebend sein sollen für die bei ihm erscheinenden Werke. Er ist Mitherausgeber der Zeitschriften BKR – Zeitschrift für Bank- und Kapitalmarktrecht und ZHR – Zeitschrift für das gesamte Handels- und Wirtschaftsrecht. Darüber hinaus ist Grüneberg Mitglied des Vorstands der Bankrechtlichen Vereinigung – Wissenschaftliche Gesellschaft für Bankrecht e.V. in Frankfurt a. M. und Autor u. a. des Handbuchs Die Bankenhaftung bei Kapitalanlagen.